# Ars dictaminis
De ars dictaminis (Latijn voor 'kunst van het dicteren') was de middeleeuwse leer voor het redigeren van geschreven teksten. Deze leer behelsde onder meer richtlijnen voor de indeling en de stijl van een tekst. De beoefenaren ervan werden “dictatores” genoemd. Zij werden onderscheiden in leraren en beoefenaren van deze kunst. Een volgens de leer opgesteld stuk was een “dictamen” en de boeken waaruit men het vak kon leren, duidt men aan als “artes dictandi”. In het algemeen verdeelde men de “dictamina” in proza- en metrische en/of ritmische, dat wil zeggen poëtische teksten. Sommige dictaminale teksten waren gedeeltelijk in proza, gedeeltelijk metrisch geschreven en droegen dan de naam “prosimetricum”. De belangstelling van de “dictatores” ging vooral uit naar het proza.

## Geschiedenis
Voor de ontwikkeling van deze leer steunde men in hoofdzaak op de retorische handleiding "De inventione" van Cicero (106-43 v.C.) en op fragmenten van de "Institutio oratoria" van Quintilianus (ca.35-ca.100). De eerste die schreef over de "ars dictaminis", was Alberico van Monte Cassino in zijn "Breviarium de dictamine" en de "Dictaminum radii" van rond 1080. Met de "Praecepta Dictaminum" van Adalbert van Samaria (tussen 1111 en 1118) trad de leer in een nieuwe fase. Had Alberico zich vooral gericht op de conceptie van een theorie, Adalbert werkte meer naar de praktijk toe.